# Conférence épiscopale slovène
La Conférence épiscopale slovène (en slovène : Slovenska škofovska konferenca, abrégé SŠK ; en latin : Conferentia Episcoporum Sloveniae, abrégé CES) est une conférence épiscopale de l’Église catholique qui réunit les ordinaires de Slovénie.
La conférence est représentée à la Commission des épiscopats de l’Union européenne (COMECE). Son président participe également au Conseil des conférences épiscopales d’Europe (CCEE), avec une petite quarantaine d’autres membres.

## Membres
La conférence est constituée des évêques titulaires (dont les archevêques et les évêques auxiliaires) des six diocèses (dont deux archidiocèses), soit une petite dizaine de membres :
- Andrej Saje (sl), évêque de Novo mesto (sl) et président de la conférence[5] ;
- Peter Štumpf (sl), évêque de Murska Sobota (sl) et vice-président de la conférence[6] ;
- Jurij Bizjak (sl), évêque de Koper (sl)[7] ;
- Alojzij Cvikl, archevêque métropolitain de Maribor[8] ;
- Maksimilijan Matjaž (sl), évêque de Celje[9] ;
- Stanislav Zore, archevêque métropolitain de Ljubljana[10] ;
- Anton Jamnik (sl), évêque auxiliaire de l’archidiocèse de Ljubljana[11] ; et
- Franc Šuštar, évêque titulaire de Ressiana et évêque auxiliaire de l’archidiocèse de Ljubljana[12].

Les évêques émérites peuvent également être invités aux réunions, mais leur avis n’est que consultatif :
- Andrej Glavan (sl), évêque émérite de Novo mesto (sl)[13] ;
- Franc Kramberger, évêque puis premier archevêque de Maribor[14] ;
- Stanislav Lipovšek (sl), évêque émérite de Celje[15] ;
- Franc Rodé, cardinal et archevêque émérite de Ljubljana[16] ;
- Anton Stres, archevêque émérite de Ljubljana[17] ; et
- Marjan Turnšek, archevêque émérite de Maribor[18].

## Historique
La Slovénie a obtenu en 1991-1992 son indépendance de la Yougoslavie — qui possédait déjà une Conférence épiscopale de Yougoslavie (en), dans laquelle on trouvait déjà une Conférence épiscopale régionale slovène (Slovenska pokrajinska škofovska konferenca, SPŠK) depuis le 20 juin 1983,.
Le 25 juin 1992, les évêques slovènes proposent les statuts d’une conférence épiscopale ; ils sont approuvés par le Saint-Siège les 19-20 février 1993.
Les évêques effectuent une visite ad limina apostolorum commune en avril 2001, puis une en janvier 2008. Les statuts sont révisés le 8 septembre 2010 avec l’accord de la Congrégation pour les évêques,.

## Sanctuaires
La conférence épiscopale a désigné un sanctuaire national, la basilique Sainte-Marie-Auxiliatrice de Brezje, en 2001,.